# 노진용
노진용(盧鎭湧, 1990년 2월 15일 ~ )은 전 KBO 리그 삼성 라이온즈의 투수이다.

## LG 트윈스시절
2008년 중앙고등학교를 졸업하고 LG 트윈스에 2차 5순위 지명을 받아 입단하였으나, 그 해 시즌 중 불미스런 일로 시즌 후 신고선수로 전환되었다.
2009년 8월 7일 1군에 처음 등록되어 다시 정식 선수가 되었고, 8월 12일 SK 와이번스와의 경기에 8회 2사 상황에서 팀의 4번째 투수로 등판하면서 처음 1군 경기에 출장하였다.
2009년 8월 13일 9회말 5:2로 앞선 상황에서 팀의 3번째 투수로 등판하여 SK 와이번스를 상대로 1이닝 무실점을 기록, 생애 첫 세이브를 기록하였다. 2009 시즌 후 상무에 입대하려고 했으나, 신종 플루로 무산되고 말았다.
2010년 시즌 후 공익근무요원으로 입대하여 복무를 마쳤으나, 소집 해제되자마자 2012년 12월 14일 삼성 라이온즈와 LG 트윈스 구단간의 최초의 트레이드로 정병곤, 김태완과 함께 삼성 라이온즈로 이적하였다.

## 삼성 라이온즈시절
이적 후 별 활약 없이 신고선수와 정식선수를 반복하면서 보내다가 2016 시즌 후 결국 방출되었다.

## 학력
- 서울응암초등학교
- 덕수중학교
- 중앙고등학교